# Lyndon LaRouche
Lyndon LaRouche Junior (Rochester, New Hampshire, 8 de setembro de 1922 – Leesburg, 12 de fevereiro de 2019) foi um político, economista e filósofo norte-americano.
Lyndon LaRouche, embora pouco conhecido fora dos Estados Unidos, foi várias vezes candidato à presidência dos Estados Unidos desde 1976.